# Jan Bachleda
Jan Wojciech Bachleda-Curuś (Zakopane, 19 aprile 1951 – Zakopane, 7 febbraio 2009) è stato uno sciatore alpino polacco.

## Biografia
Figlio del tenore Andrzej Bachleda-Curuś, era fratello di Andrzej e zio dell'omonimo figlio, a loro volta sciatori alpini. Sciatore polivalente con maggiore propensione alle specialità tecniche, Bachleda debuttò in campo internazionale in occasione dei Mondiali di Val Gardena 1970, dove si classificò 47º nella discesa libera, 42º nello slalom gigante e non completò lo slalom speciale; in Coppa del Mondo ottenne il primo piazzamento il 28 gennaio 1973 a Kitzbühel in slalom speciale (7º), il miglior risultato il 6 gennaio 1975 a Garmisch-Partenkirchen nella medesima specialità (4º) e l'ultimo piazzamento il 24 gennaio 1976 ancora a Kitzbühel in slalom speciale (9º).
Ai XII Giochi olimpici invernali di Innsbruck 1976, sua unica presenza olimpica, si classificò 11º nello slalom speciale; ai Mondiali di Garmisch-Partenkirchen 1978, sua ultima presenza iridata, fu 30º nello slalom gigante e non completò lo slalom speciale e in quella stessa stagione 1977-1978 in Coppa Europa fu 2º sia nella classifica generale sia in quella di slalom speciale. Gli ultimi risultati della sua carriera agonistica furono la medaglia d'oro nella discesa libera e quella d'argento nella combinata vinte ai Campionati polacchi 1979; dopo il ritirò partecipò al circuito professionistico nordamericano (Pro Tour).

## Palmarès

### Coppa del Mondo
- Miglior piazzamento in classifica generale: 24º nel 1975

### Coppa Europa
- Miglior piazzamento in classifica generale: 2º nel 1978[3]

### Campionati polacchi
- 18 ori (slalom speciale nel 1969; slalom gigante, combinata nel 1970; discesa libera, slalom speciale nel 1971; discesa libera, slalom gigante, slalom speciale, combinata nel 1973; slalom gigante, slalom speciale, combinata nel 1974; discesa libera nel 1976; slalom speciale, combinata nel 1977; discesa libera, slalom gigante nel 1978; discesa libera nel 1979)[1]
- 6 argenti (discesa libera, combinata nel 1969; slalom gigante nel 1976; discesa libera nel 1977; combinata nel 1978; combinata nel 1979)[1]